# Château de Mégaudais (Mayenne)
Le Château de Mégaudais est un château français situé à Saint-Pierre-des-Landes, dans le département de la Mayenne et la région des Pays de la Loire. Il est situé à 5 kilomètres du bourg.. C'est aussi une paroisse. Il est situé en bordure de la nationale 12 avec un parc du XIXe siècle.

## Désignation
- Mégaudais, auxiliaire de Dompierre, village, chapelle fondée et château (Hubert Jaillot).
- Mégaudais, succursale (Carte de Cassini).

## Histoire

### Le Château
Dès le XVIIe siècle, une maison seigneuriale très simple avait été bâtie près de l'église. Restaurée en 1846, agrandie et ornée en style de la Renaissance en 1895, elle est remarquable par ses terrasses, ses serres, son avenue de châtaigniers, son parc et sa pièce d'eau dessinés par Édouard André, architecte-paysagiste de Paris. Dans le jardin du château,on trouve un cadran solaire horizontal, de 1628.

### Bourg
Le bourg est relié à Ernée (5 kilomètres à l'Est) ; Saint-Pierre-des-Landes (5 kilomètres au Sud-Ouest) ; la Pellerine (4 kilomètres à l' Ouest) ; Larchamp (à 6 500 mètres au Nord). Dans la nuit du 15 avril 1797, un détachement d'Ernée vint disperser un rassemblement de quinze cents hommes, et enleva dans l'église et dans le bourg des ornements sacrés.
Le presbytère, l'école mixte tenue par les sœurs de Briouze, bâtis à la même époque que l'église au XIXe siècle, étaient encore au début du XXe siècle la propriété de la famille de Croüy. 
Dans le jardin du presbytère, il y avait à la fin du XIXe siècle un genêt dont la fleur a deux pétales d'un rouge pourpre, trouvé par André Puissant, curé, vers 1875, multiplié par lui. Le jardinier à qui il en céda la première greffe en échange d'un palmier, le nomma Genista Andrea.

## Sources et bibliographie
- « Château de Mégaudais (Mayenne) », dans Alphonse-Victor Angot et Ferdinand Gaugain, Dictionnaire historique, topographique et biographique de la Mayenne, Laval, A. Goupil, 1900-1910 [détail des éditions] (BNF 34106789, présentation en ligne)